# قرار مجلس الأمن التابع للأمم المتحدة رقم 521
قرار مجلس الأمن التابع للأمم المتحدة رقم 521، الذي اعتمد بالإجماع في 19 سبتمبر 1982، بعد إدانته للمذبحة التي تعرض لها الفلسطينيون في بيروت، لبنان، من جانب ميليشيا القوات اللبنانية، أعاد تأكيد القرارين 512 (1982) و513 (1982) اللذين يطالبان باحترام حقوق السكان المدنيين دون أي تمييز، وينبذان جميع أعمال العنف ضد السكان.
واستمر القرار بالسماح للأمين العام بزيادة عدد مراقبي الأمم المتحدة في بيروت وما حولها من 10 إلى 50 مراقبًا، ويصر على عدم التدخل في نشر المراقبين وعلى أنهم يتمتعون بحرية الحركة الكاملة. وطلب أيضًا إلى الأمين العام، كمسألة ملحة، الشروع في إجراء المشاورات المناسبة ولا سيما المشاورات مع حكومة لبنان بشأن الخطوات الإضافية التي قد يتخذها المجلس، بما في ذلك إمكانية نشر قوات الأمم المتحدة، لمساعدة تلك الحكومة في ضمان الحماية الكاملة للسكان المدنيين في بيروت وحولها.
وأخيرًا، ذكر القرار 521 الدول الأعضاء بقبول وتنفيذ القرارات الصادرة عن المجلس بموجب المادة 25 من ميثاق الأمم المتحدة وطلب إلى الأمين العام أن يقدم تقريرًا إلى المجلس في غضون ثمان وأربعين ساعة عن التطورات في المنطقة.